# Els Tres Ferrers (estàtua)
Els Tres Ferrers (en finès Kolme seppää) és una escultura de tres ferrers nus que forgen una peça de ferro picant en una enclusa. Es troba a l'encreuament d'Aleksanterinkatu i Mannerheimintie a Kolmenspänaukio, Hèlsinki (coordenades 60°10.121′N, 024°56.458′E).
L'estàtua dels Tres Ferrers és un lloc de trobada popular al centre de Hèlsinki. La majoria dels residents consideren la ubicació de l'estàtua com el punt central de la ciutat. I per sota d'Aleksanterinkatu hi ha un sistema de calefacció d'aigua que manté el carrer sense neu ni gel fins i tot a temperatures de -10 graus Celsius, així que es pot seure a l'estàtua fins i tot a l'hivern.

## Història
És una obra realista de Felix Nylund de l'any 1932. La fosa de bronze es va fer a la foneria d'art Halonen a Lapinlahti. Els models de guix es van fer a l'Acadèmia de Treballadors Finlandesos. L'estàtua va ser donada a la ciutat de Hèlsinki per la fundació Pro Helsingfors, que l'havia adquirida amb l'ajuda d'una donació econòmica de l'empresari Julius Tallberg.

## Descripció
A la base de granit de l'estàtua hi ha inscrit un text llatí que ve a dir "L'estàtua va ser erigida amb l'ajuda de la donació de J. Tallberg per Pro Helsingfors, any 1932". La disposició dels ferrers de l'estàtua és més artística que realista, ja que les figures estan tan a prop les unes de les altres que si els ferrers reals intentessin forjar d'aquesta manera, es picarien al cap en comptes de l'enclusa. L'estàtua va ser danyada en un bombardeig durant la Guerra de Continuació el 1944. Encara es poden veure marques dels danys a la base de l'estàtua i a l'enclusa.

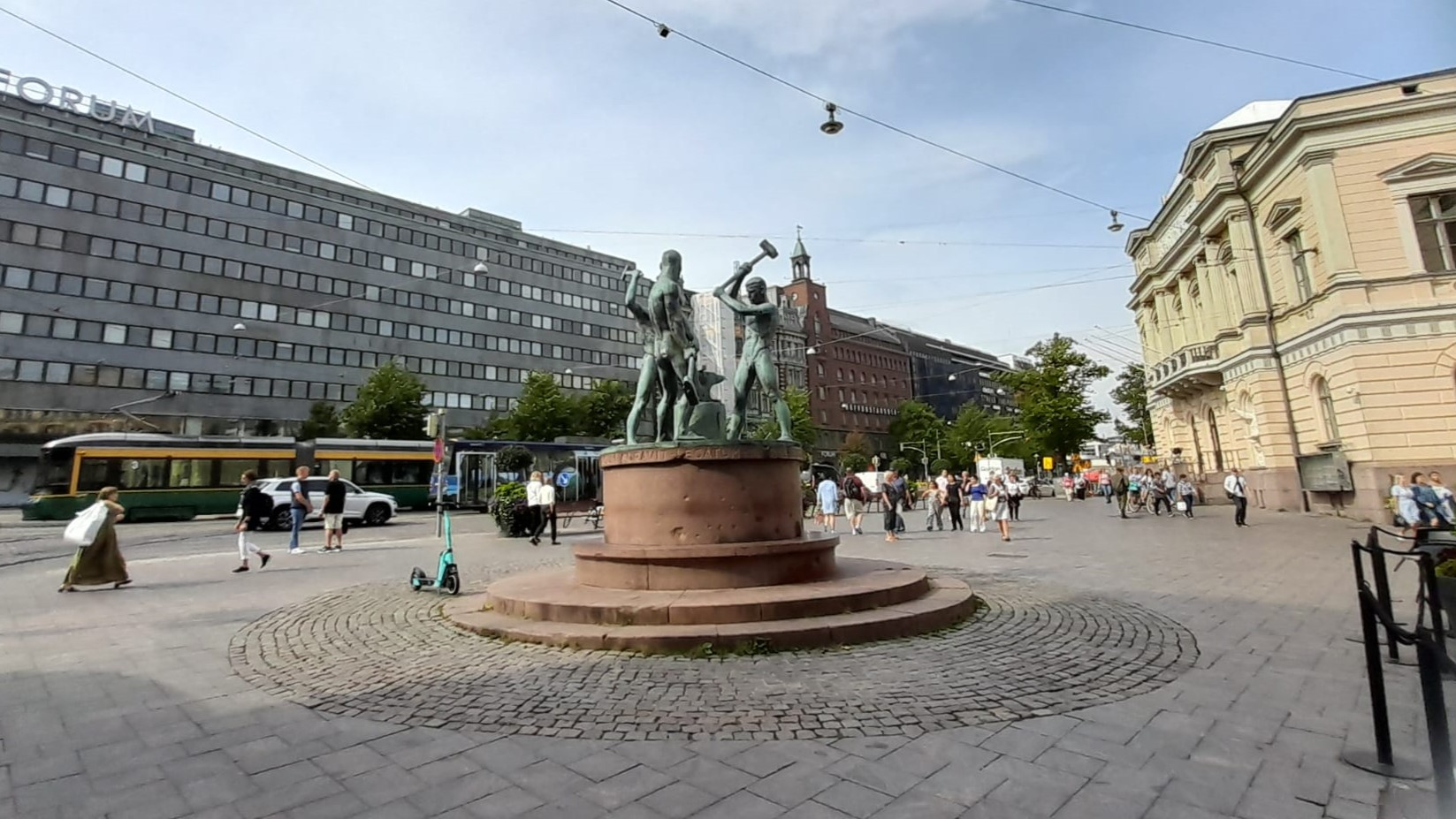
Un panorama de l'estàtua dels tres ferrers a Helsinki

Les figures sovint reben abillaments segons l'època o els fets d'actualitat. Per exemple, cada novembre l'associació d'estudiants de la Universitat de Hèlsinki els posa barrets de Pare Nadal. La primavera del 2020 durant la pandèmia del COVID-19 els ferrers van portar mascaretes i es va col·locar una figura del coronavirus sobre l'enclusa, de tal manera que semblava que els ferrers estaven clavant martellades al virus. El març de 2023, l'estàtua es va disfressar com Käärijä, el concursant d'Eurovisió per Finlàndia d'aquell any.

## Paròdies
El parc d'atraccions de Linnanmäki té una escultura d'homenatge paròdic, Els Tres Ferrers en una pausa, on els ferrers han deixat les seves eines i estan menjant-se un gelat, és obra de l'anglès Nick Farmer de l'any 2014.